# 梁实秋故居 (青岛)
36°03′40″N 120°19′39.4″E / 36.06111°N 120.327611°E
梁实秋故居，位于今中华人民共和国山东省青岛市市南区鱼山路33号，为中国现代作家梁实秋1930年至1934年在青岛生活期间的住所。现为青岛市文物保护单位。

## 历史
1930年，国立青岛大学校长杨振声邀请梁实秋与闻一多赴青岛任教，二人事先赴青岛考察观光，居住在中国旅行社青岛分社招待所（今安徽路14号），随即决定应聘。1930年暑假过后，梁实秋携夫人程季淑与女儿到青岛，最初居住于鱼山路四号，第二年迁居鱼山路七号（今33号）。该楼建于1928年，为铁路局职员王德溥（一说王德涛）用薪资积蓄所建住宅，一楼租给梁实秋一家。梁实秋曾回忆道，“推开北窗，有一层层的青山在望。不远的一个小丘有一座楼阁矗立，像堡垒似的，有俯瞰全市傲视群山之势，人称总督府……”梁实秋与房东两家相处融洽，梁实秋曾建议房东在院内种植花木，房东随即种植了6棵樱花、4棵苹果、2棵西海棠，第二年开花结果。

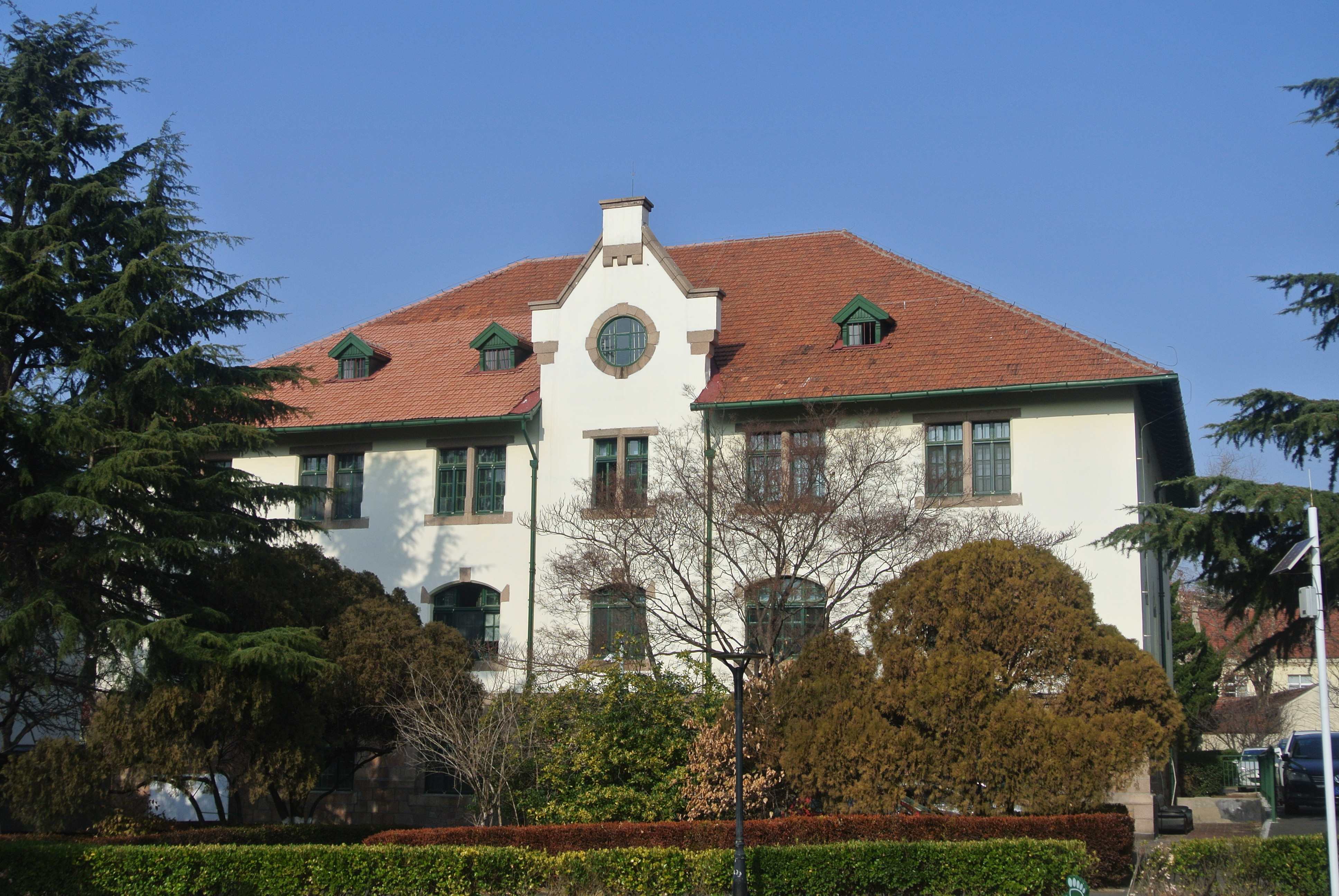
国立青岛大学图书馆旧址

梁实秋在国立青岛大学任外文系主任兼图书馆馆长，讲授欧洲文学史、莎士比亚、戏剧入门等课程，并为各系学生讲授英语公共课，编印《青岛大学图书馆》周刊。梁实秋常邀请同事朋友到家中做客，又常与杨振声、赵太侔、闻一多、陈季超、刘康甫、邓仲存、方令孺外出聚餐饮酒，自称“酒中八仙”。1932年，国立青岛大学因九一八事变影响发生学生运动，杨振声、闻一多等大批教职员辞职离开青岛，学校改组为国立山东大学，梁实秋则选择继续任教。在青岛期间，梁实秋出版了《偏见集》、《文艺批评论》，并经胡适邀请开始翻译《莎士比亚全集》，三十余年后方才完成，此外还翻译了《织工马南传》、《西塞罗文录》。
梁实秋对青岛的风景、美食、民风等颇为喜爱，以至于晚年仍在《忆青岛》、《谈闻一多》、《雅舍谈吃》等几十篇散文中谈到青岛，并写到“我虽然足迹不广，但北自辽东，南至百粤，也走过了十几省，窃以为真正令人流连不忍离去的地方应推青岛”“青岛四年之中，我们的家庭是很快乐的”。
1933年2月25日，梁实秋三女梁文蔷出生，不久，四个孩子同时感染猩红热，导致次女夭折，葬于青岛。1934年，梁实秋经胡适几番邀请，于7月离开青岛赴北京大学任教。临行前山大外文系学生联名致电教育部请求挽留，称“同学夙受陶冶”，对梁实秋“爱戴正殷”。当时其住处租约离到期尚有三个月，程季淑认为应如约照付这三个月的租金，但房东坚决不受，“争执不已，声达户外”。后来房东勉强收下，用租金买了一份厚礼亲自到车站送行，梁实秋感叹道：“此君子国也。”
2000年，梁实秋故居列入第一批青岛市历史优秀建筑名单。2003年，青岛市人民政府将该建筑作为文化名人故居挂牌保护。
2005年2月5日，列入第七批青岛市文物保护单位。该建筑现仍为民居，一楼由业主自发开放为梁实秋生平相关展览室。

## 建筑特色
梁实秋故居占地面积546.69平方米，建筑面积447平方米，地上2层，地下1层，砖石结构，花岗岩墙基，红瓦坡屋面，正门向南，大门上方二楼有一挑台。室内木板地，无雕饰。整栋建筑简朴而实用。